# Canon de 75 modèle 1897
O Canhão modelo 1897 de 75 mm é uma peça de artilharia de campo que passou a ser utilizado a partir de 1898. Sua designação oficial em francês era Matériel de 75mm Mle 1897. Era comumente chamado de Francês 75, ou simplesmente 75 ou Soixante-Quinze (francês para "setenta e cinco"). 

## Visão geral
O Francês 75 foi desenhado como uma arma anti-pessoal para disparar estilhaços contra tropas inimigas. Após 1915 e no decorrer da luta de trincheiras da Primeira Guerra Mundial, a necessidade de artilharia com projéteis de alta-explosão fez com que alterações fossem feitas. Em 1918, o Canhão 75 se tornou o principal meio de dispersar armas químicas. Ele também foi utilizado como arma de montanha e artilharia anti-aérea. Seu canhão também foi usado no tanque St. Chamond em 1918.
O Francês 75 é frequentemente lembrado como a primeira peça de artilharia moderna. Foi o primeiro canhão de campo a incluir um mecanismo de recuo hidropneumático, que mantinha a arma praticamente fixa e as rodas quase imóveis durante a sequência de tiros. Como não precisava ser recolocado de volta no lugar depois de cada disparo, a tripulação poderia recarregar a arma e atirar assim que o canhão retornasse sozinho a posição. Em uso típico, o Francês 75 poderia disparar 15 projéteis no alvo por minuto, incluindo de estilhaço ou de alto-explosivo, a até 8 500 m de distância. Sua cadência de tiro pode ir para 30 disparos por minuto, com uma tripulação experiente e por período de tempo pequeno.
No começo da Primeira Guerra Mundial, em 1914, o exército francês tinha aproximadamente 4 000 desses canhões em serviço. Ao fim do conflito, já havia mais de 12 000 sendo utilizados. Também foi usado pela Força Expedicionária Americana, que tinha mais de 2 000 canhões Francês 75. Várias destas armas ainda foram usadas durante a Segunda Guerra Mundial, atualizado com novas rodas e pneus sendo puxado por caminhões, ao invés de cavalos. Atualmente, o exército francês continua utilizando este canhão para fins cerimoniais.
O Francês 75 criou o padrão a ser copiado por outras peças de artilharia de campo ao longo século XX.